# Bataille de Bình Giã
Guerre du Viêt Nam
Batailles
La bataille de Bình Gia (en vietnamien :  Trận Bình Giã), qui fit partie d'une plus grande offensive communiste vietnamienne, eut lieu du 28 décembre 1964, au 1er janvier 1965, pendant la guerre du Viêt Nam, à Bình Giã. Elle se déroula dans la province de Phước Tuy (maintenant compris dans la province de Ba Ria-Vung Tau), au sud du Viêt Nam.

## Contexte historique
L'année 1964 marqua un tournant dans la guerre du Viêt Nam. À la suite de l'éviction de Ngô Đình Diệm du pouvoir, les généraux d'armée de l'ARVN ont rivalisé entre eux pour prendre la tête du gouvernement du Sud-Viêt Nam au lieu de combattre le FNL. La fragilité du gouvernement sud-vietnamien se reflète sur le champ de la bataille, où ses troupes subissent de grands revers.
Profitant de l'instabilité politique à Saïgon, les dirigeants communistes du Nord Viêt-Nam s'étaient préparés à la guerre. Bien que certains membres du bureau politique du Parti communiste étaient en désaccord quant à la stratégie à mener pour réunifier le Viêt Nam, ils sont finalement allés de l'avant pour se préparer à la lutte armée contre le Sud-Viêt Nam et ses soutiens américains.

## Déroulement de la bataille
Le FNL avait entamé une série de grandes opérations militaires contre l'ARVN à la fin 1964, comme ordonné par le gouvernement nord-vietnamien. Dans le cadre de leur offensive, la 9e division du FNL attaque les forces sud-vietnamiennes à Binh Gia. La ville était principalement tenue par des parachutistes et des rangers avec une section de M24 Chaffee en soutien. Pendant quatre jours, les unités sudistes seront prises en embuscade et malmenées par le Viêt Cong et les bombardiers de l'US Air Force ne pourront stopper leurs attaques.
Les Sud-Vietnamiens perdirent 269 hommes et 192 blessés dans la bataille tandis que le FNL déplora la mort d'un minimum de 32 d'entre eux.

## Ordre de bataille

### Viêt Cong
- 271e régiment (renommé le 1er régiment Viêt Cong et devient une unité de la 9e division le 2 septembre 1965)
- 272e régiment (renommé le 2e régiment Viêt Cong et devient une unité de la 9e division le 2 septembre 1965)
- 186e bataillon
- 500e bataillon
- 514e bataillon
- 800e bataillon
- 80e détachement d'artillerie

### ARVN
- 1er bataillon aéroporté
- 3e bataillon aéroporté
- 7e bataillon aéroporté
- 4e bataillon de Marines
- 29e bataillon de Rangers
- 30e bataillon de Rangers
- 33e bataillon de Rangers
- 35e bataillon de Rangers
- 38e bataillon de Rangers
- Deux pelotons d'artillerie et une section de chars M24 Chaffee à l'appui.